# Annapolis Valley
Das Annapolistal, englisch Annapolis Valley, ist ein im westlichen Nova Scotia (Kanada) gelegenes Tal.
Es verläuft über gut 100 km Länge mit einer Breite von 10 bis 15 km in ost-westlicher Richtung und ist im Norden durch den North Mountain, eine schmale Bergkette, zur Bay of Fundy abgegrenzt. Im Süden schließt sich der South Mountain an, ein ins Landesinnere reichendes Hügelgebiet.
Das Annapolistal ist im Osten zum Minas Basin und im Westen zum Digby Basin, beides Buchten der Fundybucht, offen; dort münden die das Tal durchziehenden Flüsse (Annapolis River und Cornwallis River). Aufgrund der hohen Gezeiten der Bay of Fundy befinden sich in den Mündungsgebieten ausgedehnte Salzmarschen, die eingedeicht fruchtbares Ackerland geben. Diese Gebiete sowie ehemalige Überschwemmungsflächen der Flüsse machen das Annapolistal zu einer vorwiegend landwirtschaftlich genutzten Gegend (siehe auch Weinbau in Kanada). In höher gelegenen Gebieten des Tals finden sich ausgedehnte Sandflächen von geringem landwirtschaftlichen Wert, die oft forstwirtschaftlich genutzt werden.
Das Annapolistal ist von kleinen, landwirtschaftlich geprägten Ortschaften durchzogen; an den Flussmündungen findet man Fischerei. Wichtige Orte sind (von Osten nach Westen) Wolfville, Kentville, Middleton, Annapolis Royal und Digby.
Touristisch interessant ist die Landstraße Evangeline Trail und das den Akadiern gewidmete Freilichtmuseum in Grand Pré nahe Wolfville. Eine weitere Attraktion ist das Apple Blossom Festival („Fest der Apfelblüte“) sowie die Gezeiten der angrenzenden Fundybucht; 12–15 m Unterschied zwischen Niedrig- und Hochwasser sind einer der weltweit höchsten Gezeitenunterschiede.